# Marion Bertrand
Marion Bertrand (ur. 2 listopada 1984 w Grasse) – francuska narciarka alpejska, specjalistka konkurencji technicznych.

## Kariera
Po raz pierwszy na arenie międzynarodowej pojawiła się 27 listopada 1999 roku podczas zawodów FIS Race w Val Thorens. Zajęła wtedy 55. miejsce w gigancie. W 2002 roku wystartowała na mistrzostwach świata juniorów w Tarvisio, gdzie jej najlepszym wynikiem było siedemnaste miejsce w gigancie. Dwa lata później, podczas mistrzostw świata juniorów w Mariborze zajęła między innymi dwunaste miejsce w kombinacji i piętnaste w gigancie.
W zawodach Pucharu Świata zadebiutowała 12 grudnia 2002 roku w Val d’Isère, gdzie nie zakwalifikowała się do pierwszego przejazdu w gigancie. Pierwsze pucharowe punkty zdobyła 25 listopada 2006 roku w amerykańskim Aspen, zajmując 27. pozycję w tej samej konkurencji. Nigdy nie stanęła na podium zawodów tego cyklu, najwyższą lokatę osiągnęła 29 listopada 2008 roku w Aspen, gdzie giganta ukończyła na ósmej pozycji. Najlepsze wyniki osiągnęła w sezonie 2008/2009, kiedy to w klasyfikacji generalnej zajęła 57. miejsce.
Podczas mistrzostw świata w Åre w 2007 roku zajęła szesnaste miejsce w gigancie. Wynik ten powtórzyła na rozgrywanych sześć lat później mistrzostwach świata w Schladming. W 2014 roku wystartowała na igrzyskach olimpijskich w Soczi, gdzie nie ukończyła pierwszego przejazdu giganta.

## Osiągnięcia

### Igrzyska olimpijskie
| Miejsce | Dzień     | Rok  | Miejscowość | Konkurencja | Czas biegu | Strata | Zwyciężczyni |
| ------- | --------- | ---- | ----------- | ----------- | ---------- | ------ | ------------ |
| DNF1    | 18 lutego | 2014 | Soczi       | Gigant      | 2:36,87    | —      | Tina Maze    |

### Mistrzostwa świata
| Miejsce | Dzień     | Rok  | Miejscowość | Konkurencja | Czas biegu | Strata | Zwyciężczyni  |
| ------- | --------- | ---- | ----------- | ----------- | ---------- | ------ | ------------- |
| 16.     | 13 lutego | 2007 | Åre         | Gigant      | 2:31,72    | +2,29  | Nicole Hosp   |
| 17.     | 12 lutego | 2009 | Val d’Isère | Gigant      | 2:03,49    | +2,91  | Kathrin Hölzl |
| DSQ2    | 14 lutego | 2009 | Val d’Isère | Slalom      | 1:51,80    | -      | Maria Riesch  |
| 16.     | 14 lutego | 2013 | Schladming  | Gigant      | 2:08,06    | +1,08  | Tessa Worley  |

### Mistrzostwa świata juniorów
| Miejsce | Dzień     | Rok  | Miejscowość | Konkurencja | Czas biegu | Strata     | Zwyciężczyni                      |
| ------- | --------- | ---- | ----------- | ----------- | ---------- | ---------- | --------------------------------- |
| 29.     | 27 lutego | 2002 | Tarvisio    | Zjazd       | 1:29,81    | +4,90      | Julia Mancuso                     |
| 21.     | 28 lutego | 2002 | Tarvisio    | Supergigant | 1:27,54    | +2,97      | Maria Riesch                      |
| DSQ1    | 1 marca   | 2002 | Tarvisio    | Slalom      | 1:36,54    | -          | Veronika Zuzulová                 |
| 17.     | 3 marca   | 2002 | Tarvisio    | Gigant      | 1:52,15    | +2,12      | Julia Mancuso                     |
| 18.     | 4 lutego  | 2004 | Maribor     | Zjazd       | 1:12,23    | +2,26      | Maria Riesch                      |
| DNF     | 4 lutego  | 2004 | Maribor     | Supergigant | 1:26,79    | -          | Nadia Fanchini Andrea Fischbacher |
| 15.     | 4 lutego  | 2004 | Maribor     | Gigant      | 2:21,39    | +4,61      | Maria Riesch                      |
| 39.     | 4 lutego  | 2004 | Maribor     | Slalom      | 1:40,73    | +8,41      | Kathrin Zettel                    |
| 12.     | 4 lutego  | 2004 | Maribor     | Kombinacja  | 29,23 pkt  | +88,64 pkt | Julia Mancuso                     |

### Puchar Świata

#### Miejsca w klasyfikacji generalnej
- sezon 2006/2007: 92.
- sezon 2007/2008: 72.
- sezon 2008/2009: 57.
- sezon 2009/2010: 87.
- sezon 2010/2011: 91.
- sezon 2011/2012: 71.
- sezon 2012/2013: 75.
- sezon 2013/2014: 67.
- sezon 2014/2015: 92.

#### Miejsca na podium w zawodach
Bertrand nigdy nie stanęła na podium zawodów PŚ.